# Lundu
Ne doit pas être confondu avec Lundu (république démocratique du Congo).
Le lundu ou lundum est un genre musical et une danse afro-brésilienne de nature hybride, créés à partir de rythmes portugais et des batuques, style musical des esclaves bantous emmenés d'Angola au Brésil. Le lundu hérite de bases rythmiques africaines, une certaine langueur nonchalante et un aspect lascif, mis en évidence par les umbigas, mouvement de hanches et autres gestes qui imitent l'acte sexuel.
En Europe, le lundu, considéré comme le premier rythme afro-brésilien, subit également une influence ibérique, comme dans la façon de plier les doigts, dans la mélodie et l'harmonie, ainsi que l'accompagnement à la mandoline.

## Histoire
Le lundu est venu au Brésil depuis l'Angola par deux routes : directement, ou en passant par le Portugal. Au Portugal, il suit les usages de la Cour, comme l'utilisation des instruments à corde, mais fut interdit par Manuel Ier pour être « contraire aux bons usages ». Mais sa route directe d'Angola vers le Brésil lui permit de conserver son accent mordant et sensuel qui avait déplu à la société lisboète.
Au Brésil, la lundu apparait au XVIIIe siècle comme une danse sans chant et considérée comme « de nature licencieuse » selon les normes de l'époque. À la fin du XVIIe siècle, cette danse était présente aussi bien au Brésil qu'au Portugal et évolua vers un type de chanson urbaine accompagnée de paroles souvent lascives et humoristiques, qui devint une danse de salon populaire. Au cours du XIXe siècle, le lundu devient une forme musicale majeure, et le premier rythme africain à être accepté par les colons blancs. Dans cette période, naissent les compositeurs et les œuvres les plus connues et la guitare s'ajoute aux instruments d'accompagnement utilisés.
Le lundu sort d'usage au début du XXe siècle, mais son influence se fait sentir dans d'autres genres musicaux, particulièrement dans le maxixe (forme musicale urbaine qui tire ses origines aussi bien dans la polka que dans la habanera). Certains musicologues estiment que le lundu, en tant que premier rythme afro-brésilien et fruit d'un mélange de cultures, est à l'origine de la samba (via le maxixe), mais ce point est controversé.
Le lundu, sous forme de ronde, est encore pratiqué à l'île de Marajó et dans les environs de Belém dans l'État du Pará. Des groupes culturels d'une région frontalière entre le district fédéral du Brésil et l'État de Goiás ont également relancé cette pratique.
En 1859, le journaliste français Charles Ribeyrolles décrit les pratiques libres afro-brésiliennes dans une fazenda de la province de Rio de Janeiro : « Le samedi soir, après le dernier travail de la semaine, et les jours fériés qui donnent lieu à l'oisiveté et au repos, les Noirs disposent d'une heure ou deux de la soirée pour danser. Ils se rassemblent dans leur terreiro, s'appellent, se rassemblent et s'encouragent mutuellement, et la fête commence. Ici, c'est la capoeira, sorte de danse à la Pyrrhus, avec des évolutions de combat audacieuses, rythmées par le tambour Congo ; là, c'est le batuque, avec ses postures froides ou indécentes que l'urucungo, viole aux cordes fines, accélère ou contient ; plus loin, c'est une danse endiablée où le regard, les seins et les hanches provoquent. C'est une sorte de convulsion enivrée que l'on appelle le lundu. »

## Caractéristiques
Le lundu originel peut être décrit en quelques séquences simples que nous pouvons toujours observer dans la variante de ronde.
- Les musiciens commencent à jouer le rythme du lundu. Les danseurs s'approchent et forment un groupe. Un signal est donné à la guitare et la première danseuse ouvre l'espace au centre et le groupe forme une ronde autour d'elle. La danseuse danse jusqu'à ce qu'elle invite quelqu'un d'autre pour la remplacer.
- L'invitation peut être donnée en frappant du pied au sol face à la personne, un mouvement des hanches (umbiga) ou un coup d'épaule à gauche puis à droite.
- L'invitation peut être destinée à un homme ou à une femme. Le danseur invité va vers le centre et continue la danse. Ces invitations se produisent plusieurs fois.

Lorsqu'il est au centre de la ronde, le danseur évolue avec un corps relâché, bras tombants, jambes à moitié fléchies, frappant le sol de la plante des pieds au rythme de la musique.
Cette danse est surtout pratiquée par des femmes. Les hommes en général se contentent d'observer. Mais s'ils sont invités, ils dansent de la même façon que les femmes au centre de la ronde. Si, lorsqu'il quitte la danse, un homme invite une femme par un mouvement des hanches, une grande ovation se fait entendre. On n'observe pas d'invitations par mouvement de hanches entre hommes, mais les femmes peuvent en réaliser à l'adresse d'hommes ou d'autres femmes. Des textes rapportant également que ces invitations par mouvement de hanches sont proscrits entre parents proches (père et fille, parrain et filleule), on peut en conclure que ces mouvements présentent une forte connotation sexuelle[réf. nécessaire].

## Artistes notables
- Cândido Inácio da Silva
- Francisco Manuel da Silva
- Xisto Bahia
- Baiano